# Toma Zdravković

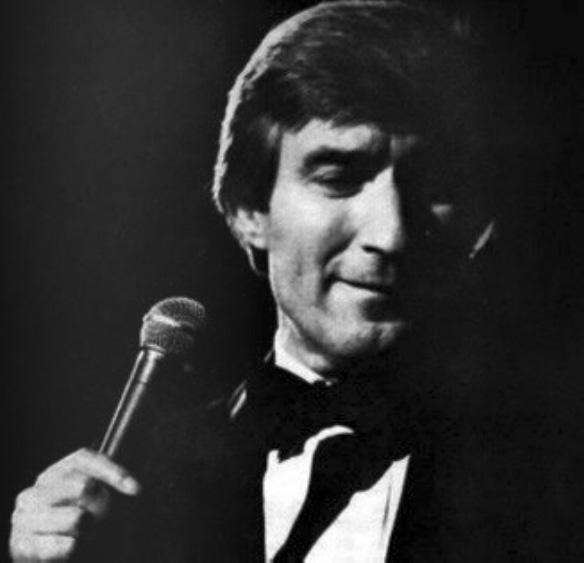
Toma Zdravković (1970)

Tomislav „Toma“ Zdravković (sk. kyr.: Томислав „Тома” Здравковић, * 20. November 1938 in Pečenjevce, Opština Leskovac; † 30. September 1991 in Belgrad) war ein jugoslawischer Folk-Sänger.

## Leben
Toma Zdravković war eine bekannte Figur in der serbischen Folk-Szene; er war Poet und bekannt für seine traurigen Lieder. Seine Lieder hatten die Form von serbischer Folk-Musik und von Chansons. Er hatte eine charakteristische Stimme, nicht sehr kraftvoll, aber warm, sie ähnelte dem Gesang Charles Aznavours. Die Violine unterstrich die melancholische Atmosphäre in den meisten Liedern. Die Liedtexte schrieb er oft selbst, gewidmet einer unglücklichen Liebe oder Liebeskummer, während er oft in Kafanen (Kneipen) sang. Er heiratete viermal, jedoch zog er nur mit Gordana, seiner vierten Frau, in den letzten Jahren seines Lebens zusammen.

## Diskografie

### LPs
- 1963: Essagerata
- 1966: Dan po dan prolazi
- 1968: Ciganka
- 1968: Rogonja
- 1968: Voli me do sutra
- 1969: Odlazi, odlazi
- 1969: Nedzmija
- 1970: Dok tebe nisam sreo
- 1970: Danka
- 1970: Dete ulice
- 1970: Boli, boli, boli...
- 1971: Sto te veceras nema
- 1971: Poslednje pismo
- 1972: Majci za rodjendan
- 1972: Zivorade
- 1973: O, majko, majko
- 1973: Prokleta nedelja
- 1978: Jugoslavijo
- 1979: O, majko, vrati se
- 1980: Zbogom moja mladosti
- 1980: Mirjana

### Studioalben
- 1974: O, majko majko
- 1976: Nikad necu da te zaboravim
- 1979: Umoran sam od zivota
- 1981: Cekaj me
- 1983: Dva smo sveta različita
- 1984: Dotak’o sam dno zivota
- 1986: E, moj brate
- 1987: Dal je moguce
- 1988: Evo me opet
- 1990: Kafana je moja istina

### Singles (Auswahl)
- 1970: Danka
- 1971: Šta Će Mi Život
- 1971: Tamburaši, Tamburaši
- 1979: Umoran sam od zivota
- 1981: Dva smo sveta različita
- 1982: Tužno Leto
- 1984: Za Ljiljanu
- 1984: Svirajte Nocas Samo Za Nju
- 1984: Dotak’o sam dno zivota
- 1986: Ej, Branka, Branka
- 1987: Dal je moguce
- 1987: Ostao Sam Sam
- 1990: Kafana je moja istina